# 31960 Fabioferrari
31960 Fabioferrari è un asteroide della fascia principale. Scoperto nel 2000, presenta un'orbita caratterizzata da un semiasse maggiore pari a 2,430056 UA e da un'eccentricità di 0,271393, inclinata di 11,290420° rispetto all'eclittica.